# Sufragio femenino en Estados Unidos

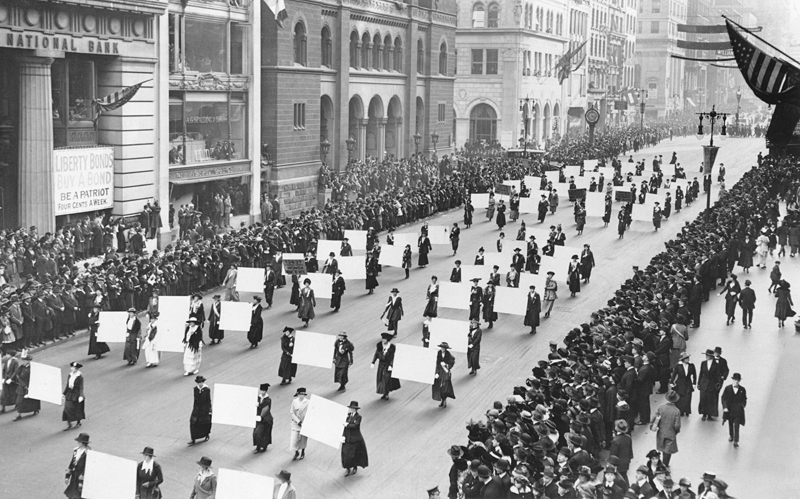
Sufragistas en la ciudad de Nueva York en 1917, marchando con las firmas de más de un millón de mujeres.

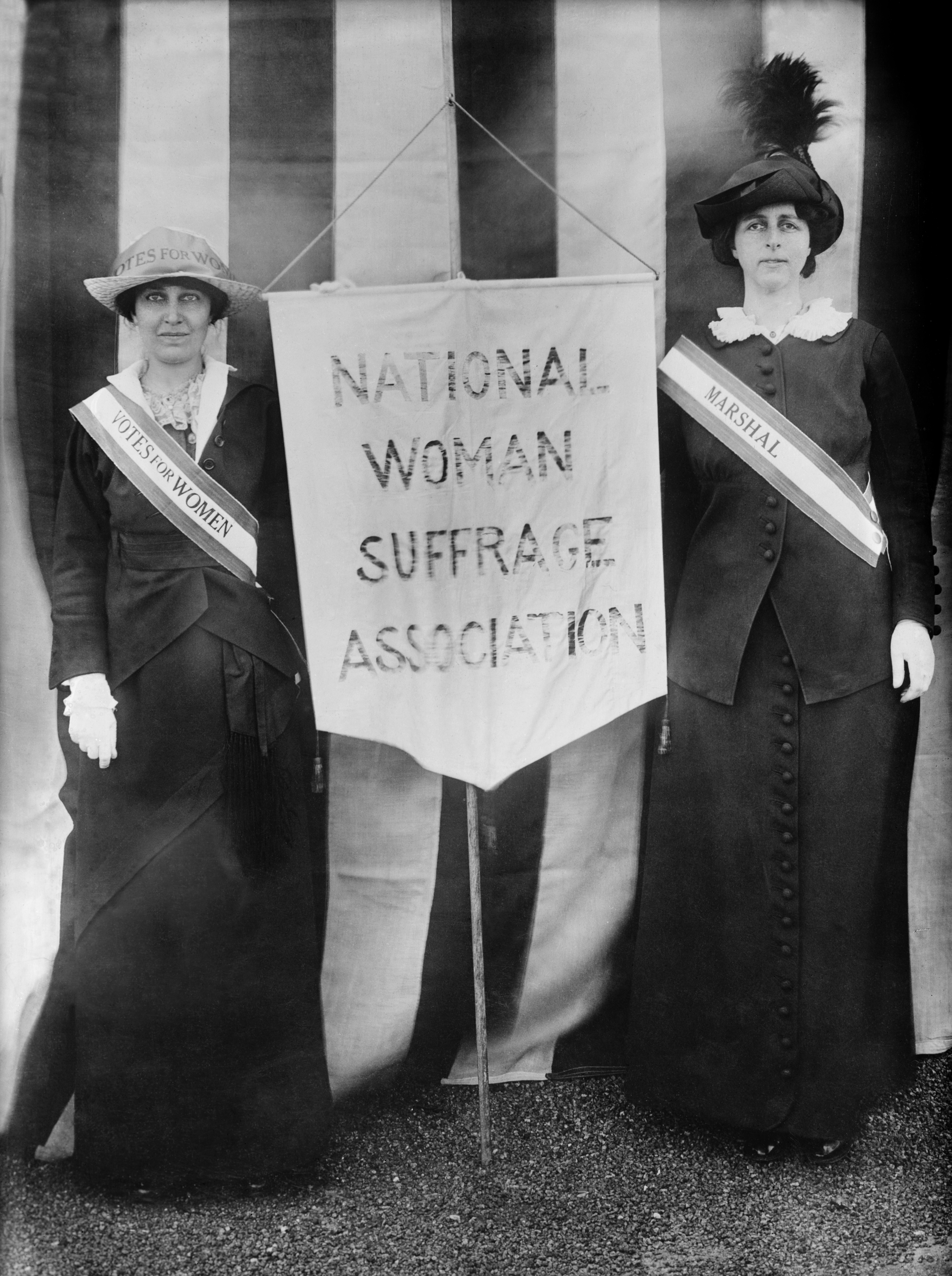
Sufragistas Katharine McCormick y Charles Parker con una histórica pancarta de la NWSA 22 de abril de 1913

El sufragio femenino en Estados Unidos fue reconocido el 18 de agosto de 1920, después de más de medio siglo de activismo emergente del movimiento de los derechos de la mujer.

## Orígenes del movimiento
En julio de 1848, Lucretia Mott y Elizabeth Cady Stanton organizaron la primera convención sobre los derechos de la mujer en Seneca Falls (Nueva York). La Convención de Seneca Falls produjo una lista de demandas conocida como la Declaración de Sentimientos, un documento basado en la Declaración de Independencia de los Estados Unidos en el que se denuncian las restricciones, sobre todo políticas, a las que estaban sometidas las mujeres: no poder votar, ni presentarse a elecciones, ni ocupar cargos públicos, ni afiliarse a organizaciones políticas, ni asistir a reuniones políticas. Después de esta reunión histórica, el derecho al voto de las mujeres se convirtió en un tema central del movimiento feminista en los Estados Unidos. 

## La ruptura de los movimientos sufragistas
Muchos de los asistentes a la convención también eran abolicionistas de la esclavitud cuyos objetivos incluían el sufragio universal. En 1870, ese objetivo se cumplió parcialmente cuando se ratificó la Decimoquinta Enmienda a la Constitución de los Estados Unidos, que otorgaba a los hombres negros el derecho al voto. La exclusión de las mujeres en el lenguaje de la Enmienda dividió el movimiento por el sufragio femenino en dos nuevas organizaciones que se centraron en diferentes estrategias para ganar el derecho al voto de las mujeres.
La Asociación Nacional pro Sufragio de la Mujer (National Woman Suffrage Association, NWSA) fue fundada el 15 de mayo de 1869 en Nueva York por Susan B. Anthony y Elizabeth Cady Stanton, quienes se oponían la Decimoquinta Enmienda, a no ser que incluyera el voto para mujeres. Los hombres podían participar en la organización como miembros pero no podían asumir el liderazgo.  La NWSA trabajó para que se incorporara a las mujeres en la enmienda constitucional federal.
La Asociación Americana pro Sufragio de la Mujer (AWSA), liderada por Lucy Stone, Julia Ward Howe y Thomas Wentworth Higginson, apoyó la Decimoquinta Enmienda y protestó por las tácticas de confrontación de la NWSA. La AWSA se concentró en lograr el acceso de las mujeres a las urnas a nivel estatal y local, con la convicción de que las victorias allí generarían gradualmente apoyo para la acción nacional sobre el tema. 

### 1890-1919
En 1890, la NWSA y la AWSA se fusionaron para formar la Asociación Nacional Estadounidense del Sufragio de la Mujer (NAWSA). Se convirtió en la organización de sufragio femenino más grande del país liderada por Stanton (presidente), Anthony (vicepresidente) y Stone (presidente del comité ejecutivo). En 1919, un año antes de que las mujeres obtuvieran el derecho al voto con la adopción de la Decimonovena Enmienda, la NAWSA se reorganizó en la Liga de Mujeres Votantes.
En 1916 Alice Paul formó el el partido de la Mujer Nacional (NWP), un grupo enfocado en el sufragio nacional. Las Centinelas Silenciosas (Silent Sentinels) protestaron frente a la Casa Blanca durante la presidencia de Woodrow Wilson, a partir del 10 de enero de 1917. Las Centinelas Silenciosas comenzaron a protestar después de una reunión con el presidente el 9 de enero de 1917, durante la cual le dijo a las mujeres que "conjuraran a la opinión pública a favor del sufragio femenino". Las mujeres protestaron en las puertas de la Casa Blanca y más tarde en la Plaza Lafayette hasta el 4 de junio de 1919, cuando la Decimonovena Enmienda fue aprobada tanto por la Cámara de Representantes como por el Senado.

## Decimonovena Enmienda a la Constitución de los Estados Unidos

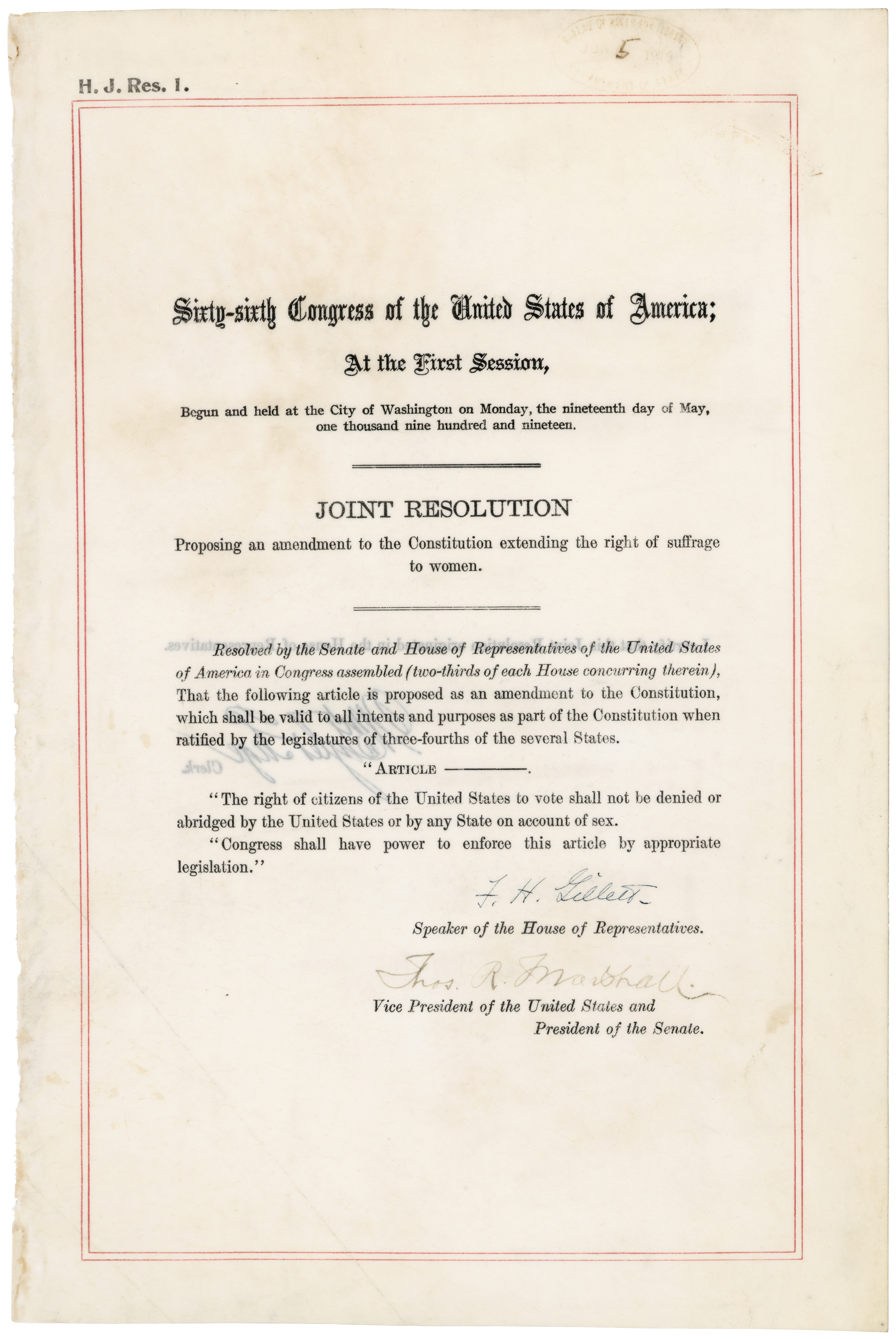
La Decimonovena Enmienda en los Archivos Nacionales

La Decimonovena Enmienda a la Constitución de los Estados Unidos estipula que ni los estados de los Estados Unidos ni el gobierno federal pueden denegarle a un ciudadano el derecho de voto a causa de su sexo. Fue presentada inicialmente en el Congreso en 1878  y hubo varios intentos de aprobar una enmienda al sufragio femenino que fracasaron hasta que se aprobó en la Cámara de Representantes el 21 de mayo de 1919 y luego por el Senado el 4 de junio de 1919. Luego se presentó a los Estados para su ratificación. El 18 de agosto de 1920, Tennessee fue el último de los 36 estados necesarios para asegurar la ratificación. La Decimonovena Enmienda fue adoptada oficialmente el 26 de agosto de 1920 y fue la culminación de un movimiento de décadas por el sufragio femenino tanto a nivel estatal como nacional.

Sección 1. El derecho de los ciudadanos de los Estados Unidos al voto no será negado o menoscabado por los Estados Unidos, ni por ningún estado, por motivos de sexo.

Sección 2. El Congreso estará facultado para hacer cumplir este artículo mediante las leyes necesarias.